# Euodynerus nahariensis
Euodynerus nahariensis är en stekelart som beskrevs av Blüthgen 1955. Euodynerus nahariensis ingår i släktet kamgetingar, och familjen Eumenidae. Inga underarter finns listade i Catalogue of Life.